# La Roque-sur-Pernes
 La Roque-sur-Pernes  es una población y comuna francesa, en la región de Provenza-Alpes-Costa Azul, departamento de Vaucluse, en el distrito de Carpentras y cantón de Pernes-les-Fontaines.
Está integrada en la Communauté d'agglomération du Grand Avignon.

## Demografía
| 175 | 233 | 235 | 262 | 357 | 447 |
| Para los censos de 1962 a 1999 la población legal corresponde a la población sin duplicidades (Fuente: INSEE [Consultar]) |     |     |     |     |     |